# Timon, Maranhão
Timon este un oraș în unitatea federativă Maranhão (MA), Brazilia.